# Развој светског рекорда на 5.000 метара за жене
Светски рекорди у дисциплини трчања на 5.000 метара у женској конкуренцији, које ИААФ званично признаје, воде се од 1969. године.

## Не ратификовани рекорди на 5.000 метара
| Време    | Атлетичарка         | Земља            | Место                                | Датум              |
| -------- | ------------------- | ---------------- | ------------------------------------ | ------------------ |
| 16:17,4  | Паола Пигни         | Италија          | Формија, Италија                     | 11. мај 1969.      |
| 15:53,6  | Паола Пигни         | Италија          | Милано, Италија                      | 2. септембар 1969. |
| 15:41,4  | Наталија Марасеску  | Румунија         | Орадеа, Румунија                     | 16. март 1977.     |
| 15:37,0  | Џенис Мерил         | Сједињене Државе | Мајнц, Западна Немачка               | 11. јул 1977.      |
| 15:35.52 | Кети Милс           | Сједињене Државе | Ноксвил, САД                         | 26. мај 1978.      |
| 15:33,8  | Џенис Мерил         | Сједињене Државе | Дарам, Уједињено Краљевство          | 19. мај 1979.      |
| 15:30,6  | Џенис Мерил         | Сједињене Државе | Станфорд, САД                        | 22. мај 1980.      |
| 15:28,43 | Ингрид Кристијансен | Норвешка         | Осло, Норвешка                       | 11.јул 1981.       |
| 15.24,6  | Јелена Сипатова     | Совјетски Савез  | Подољск, СССР                        | 6. септембар 1981. |
| 15.01,83 | Зола Бад            | Велика Британија | Stellenbosch, Јужноафричка Република | 5. јануар 1984.    |

Да данас (30.6.2017) ИААФ је ратификовао укупно 13 светска рекорда у женској конкуренцији.

## Ратификовани рекорди на 5.000 метара
| Време    | Атлетичарка         | Земља            | Место                        | Датум               | Трајање                       |
| -------- | ------------------- | ---------------- | ---------------------------- | ------------------- | ----------------------------- |
| 15:14,51 | Пола Фаџ            | Велика Британија | Knarvik, Норвешка            | 13. септембар 1981. | 6 месеци и 4 дана             |
| 15:13,22 | Ен Одејн            | Нови Зеланд      | Окланд, Нови Зеланд          | 17. март 1982.      | 2 месеца и 19 дана            |
| 15:08,26 | Мери Декер          | Сједињене Државе | Јуџин, САД                   | 5. јун 1982.        | 2 године и 23 дана            |
| 14:58,89 | Ингрид Кристијансен | Норвешка         | Осло, Норвешка               | 28. јун 1984.       | 1 година, 1 месец и 29 дана   |
| 14:48,07 | Зола Бад            | Јужна Африка     | Лондон, Уједињено Краљевство | 26. август 1985.    | 11 месеци и 10 дана           |
| 14:37,33 | Ингрид Кристијансен | Норвешка         | Стокхолм, Шведска            | 5. август 1986.     | 8 година, 11 месеци и 24 дана |
| 14:36,45 | Фернанда Рибеиро    | Португалија      | Hechtel, Белгија             | 29. јул 1995.       | 2 године, 2 месеца и 22 дана  |
| 14:31,27 | Јенмеј Дунг         | Кина             | Шангај, Кина                 | 21. октобар 1997.   | 2 дана                        |
| 14:28,09 | Ђанг Бо             | Кина             | Шангај, Кина                 | 23. октобар 1997.   | 6 година, 7 месеци и 19 дана  |
| 14:24,68 | Елван Абејлегасе    | Турска           | Берген, Норвешка             | 11. јун 2004.       | 2 године и 30 дана            |
| 14:24,53 | Месерет Дефар       | Етиопија         | Њујорк, САД                  | 11. јун 2006.       | 1 година и 4 дана             |
| 14:16,63 | Месерет Дефар       | Етиопија         | Осло, Норвешка               | 15. јун 2007.       | 11 месеци и 22 дана           |
| 14:11,15 | Тирунеш Дибаба      | Етиопија         | Осло, Норвешка               | 6. јун 2008.        | 16 година и 355 дана          |